# Oiva Tuominen
Oiva Emil Kalervo Tuominen (Iitti, 5 marzo 1908 – Helsinki, 28 gennaio 1976) è stato un militare e aviatore finlandese, è stato un asso dell'aviazione da caccia nel corso della seconda guerra mondiale abbattendo 44 aerei nemici nel corso di 400 missioni.  Fu insignito dell'onoificenza di Cavaliere della Croce di Mannerheim di seconda classe.

## Biografia

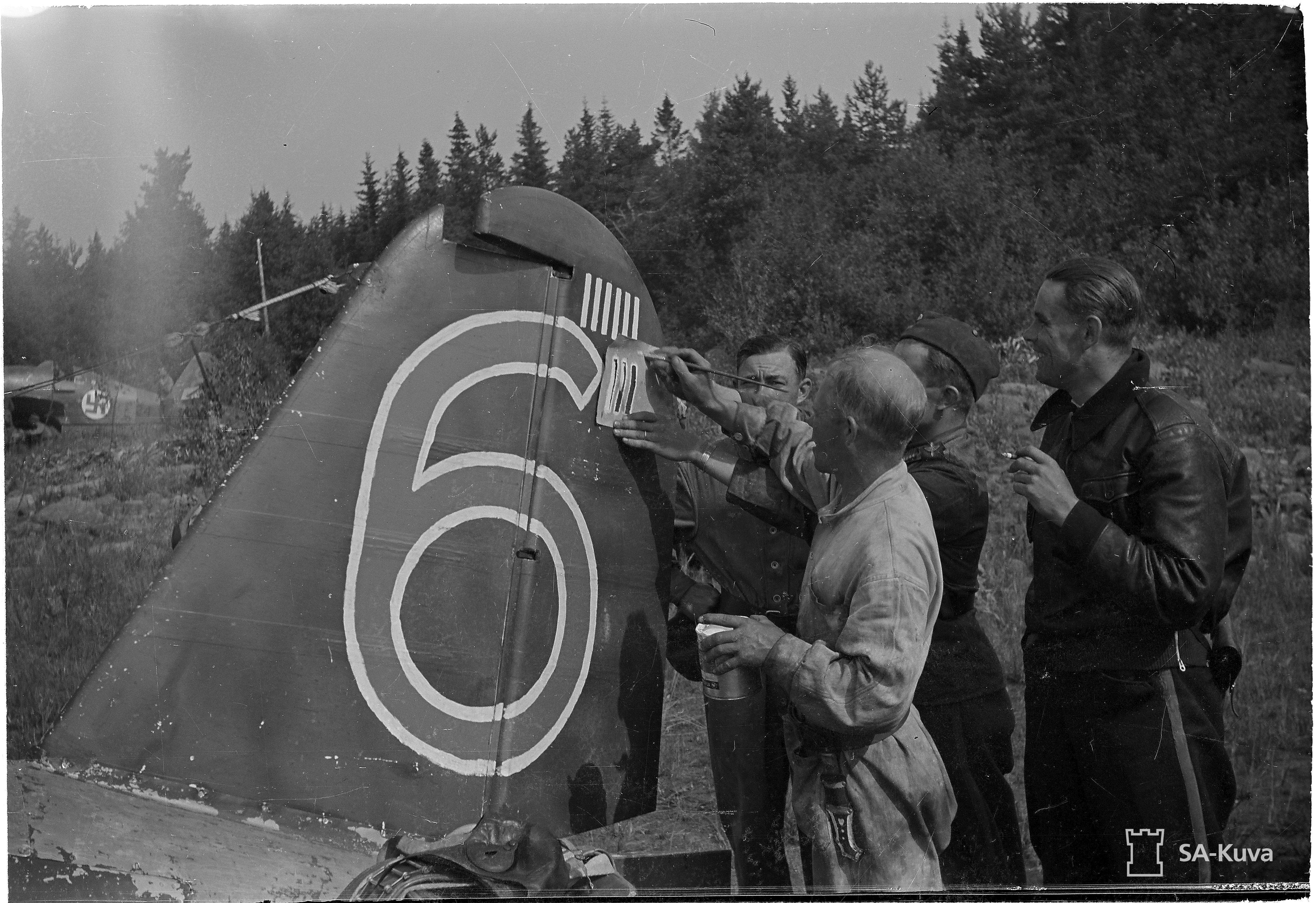
L'aereo del Lentomestari Oiva Tuominen è dipinto con la settima e l'ottava striscia della vittoria il 30 luglio 1941.

Nacque a Iitti, nella regione di Kymenlaakso (sud della Finlandia), il 5 marzo 1908. Frequentate le scuole a Kouvola, nel 1926 si arruolò nella Suomen ilmavoimat presso l'aeroporto di Uti in qualità di meccanico della riserva.
Dopo diversi anni di addestramento, nel 1930 entrò nella Scuola di meccanica dell'Aeronautica militare di Santahamina. Al termine dei corsi nel 1933 iniziò a frequentare, dietro sua domanda, un corso per sottufficiali e promosso sergente fu assegnato alla base aerea n.5.
Terminato l'addestramento come pilota da caccia fu promosso sergente maggiore il 1 gennaio 1938 ed assegnato al LeLv 26, un gruppo da caccia equipaggiato con i biplani Bristol Bulldog.
Dopo l'inizio della guerra d'Inverno con l'Unione Sovietica prestò servizio con LeLv 24 pilotando i caccia Fokker D.XXI. Ottenne la sua prima vittoria il 25 dicembre 1939 abbattendo insieme ad un altro pilota un bombardiere Tupolev SB-2, cui ne seguì un secondo il 19 gennaio 1940.
Trasferito al LeLv 26 nel mese di febbraio per pilotare i nuovi caccia Gloster Gladiator Mk.II, eseguì il suo primo volo con il nuovo aereo il 2 febbraio 1940 durante un combattimento contro almeno nove caccia Polikarpov I-16. In quella occasione abbatté due caccia sovietici, cui seguirono il giorno 13 tre SB-2 del 39 SBAP e ne danneggiò un quarto. Al termine delle operazioni aveva conseguito 8 aerei e altre 4 non gli erano state confermate. 
Quando scoppiò la guerra di continuazione, nel giugno 1941, il suo reparto aveva effettuato la conversione sui caccia monoplani italiani Fiat G.50 Freccia. Fu arrestato il 25 giugno 1941, punito per aver sorvolato il confine sovietico senza permesso alcuni giorni prima. Quel giorno 15 bombardieri SB-2 attaccarono la base Fiat di Joroinen e i piloti finlandesi inseguirono il nemico abbattendo 13 dei 15 SB-2 della formazione, e solo due dei bombardieri nemici riuscirono a fuggire inoltrandosi tra le nuvole. Quando tornarono alla base raccontarono la storia al comandante di gruppo il quale gli credette solo dopo approfonditi controlli, e a lui fu accreditata una sola vittoria contro le due reclamate.
Nel mese di luglio abbatté 7 bombardieri SB-2, e il 23 dello stesso mese fu promosso Lentomestari (warrant officer).  Il 5 agosto 1941 andò in volo insieme al sergente Paronen e al guardiamarina Bruun, alla sua prima missione. I piloti incontrarono quattro caccia Polikarpov I-15bis, ed egli ne abbatté due, mentre Paronen uno. I piloti finlandesi decisero di costringere l'ultimo aereo ad atterrare presso la loro base, costringendolo a volare tra due Fiat, ma il pilota nemico resistette e il guardiamarina Bruun fu costretto ad abbatterlo. Il 13 agosto 1941 fu proposto per la concessione della Croce di Mannerheim di 2ª classe, la più alta onorificenza finlandese, che gli fu consegnata dal comandante dell'Aeronautica militare il 18 dello stesso mese.
La difficile situazione dei ricambi per gli aerei Fiat tenne spesso a terra i velivoli del LeLv 26, ma lui continuò ad accumulare vittorie e l'8 febbraio 1943 fu trasferito al ricostituito LeLv 34, che fu equipaggiato con i caccia tedeschi Messerschmitt Bf 109G-2 il 13 marzo 1943.
Assegnato alla seconda squadriglia del LeLv 34, l'unità fu trasferita al Lentolaivue 30 il 6 marzo 1944. La squadriglia fu nuovamente trasferita allo HLeLv 34 il 9 luglio 1944. Alla fine della guerra con il Bf 109 aveva conseguito ulteriori 14 vittorie aeree. Lasciò il servizio attivo il 6 gennaio 1945, e dopo la guerra lavorò, tra le altre cose, come pilota commerciale per la compagnia Imatran Voima e come tassista. Ebbe un ruolo di cameo nel film del 1951 Radio tekee murron, dove interpretava il pilota Tuomi. Continuò a volare come pilota sportivo fino in tarda età, e si spense a Helsinki 28 gennaio 1976.

### Annotazioni
1. ↑  Tale sconfitta fu ammessa anche dalle autorità sovietiche, in quanto il 72 SBAP fu praticamente annientato.

### Fonti
1. 1 2  Hurmerinta, Viitanen 1978, p. 402.
2. 1 2 3 4 5 6 7 8 9 10 11 12 13 14 15  Scifi.
3. 1 2  Keskinen, Stenman 2003, p. 18.
4. ↑  Keskinen, Stenman 2006, p. 68.
5. ↑  Keskinen, Stenman 2003, p. 19.
6. 1 2  Keskinen, Stenman 2006, p. 69.
7. ↑  Keskinen, Stenman 2003, p. 20.
8. ↑  Stenman 2000, p. 12.
9. 1 2  Keskinen, Stenman 2003, p. 22.
10. ↑   Traces of War, su tracesofwar.com. URL consultato il 4 dicembre 2022.